# Вест-Виллидж
Вест-Ви́ллидж (англ. West Village, «деревня на западе») — западная часть района Гринвич-Виллидж на Манхэттене.

## Описание
На западе Вест-Виллидж ограничен рекой Гудзон, на востоке — 6-й авеню, на севере — 14-й улицей, на юге — Хаустон-стрит. На севере Вест-Виллидж граничит с Мясоразделочным и Флэтайронским кварталами, на востоке — с Нохо, на юге — с районом Хадсон-сквер. С 1916 года Вест-Виллидж носит прозвище «Маленькая Богема» (англ. Little Bohemia). В районе расположено множество лофтов. Через Вест-Виллидж проходит Хай-Лайн, по которому можно попасть в картинные галереи Челси.

### Население
Вест-Виллидж является густонаселённым районом. По данным на 2009 год, численность населения составляла 34 613 жителей. Средняя плотность населения превышала 25 000 чел./км². В расовом соотношении основную долю составляли белые. Средний доход на домашнее хозяйство почти в 2 раза превышал средний показатель по городу: $91 653.

### Общественный транспорт
В районе расположены следующие станции метрополитена:
- 14th Street — Eighth Avenue на 8-й авеню;
- West Fourth Street — Washington Square на 6-й авеню;
- 14th Street на 7-й авеню;
- Christopher Street — Sheridan Square на 7-й авеню;
- Houston Street на Варик-стрит.